# CP/M-86
CP/M-86 va ser una versió de 16 bits del sistema operatiu CP/M que Digital Research ha produït per a l'Intel 8086 i l'Intel 8088. Les ordres són les mateixes del CP/M-80. L'arxius executables van utilitzar el format d'arxiu reubicable .CMD. Més tard, una versió revisada va adoptar les ordres del MS-DOS per una qüestió de compatibilitat, i va ser reanomenada com DR-DOS.

## CP/M-86 i l'IBM PC
Quan IBM va contactar amb altres empreses per obtenir components per l'IBM PC, l'encara no nascut CP/M-86 va ser la seva primera elecció per a un sistema operatiu, pel fet que CP/M tenia la majoria de les aplicacions del moment. Això no obstant, les negociacions entre Digital Research i IBM es van deteriorar ràpidament per l'exigència feta per l'IBM d'un «acord de no divulgació» i la seva insistència a pagar en quota única, en lloc de l'habitual sistema de royalties de Digital Reseach. Després de contactar amb Microsoft, IBM va decidir utilitzar QDOS (86-DOS), un sistema operatiu semblant al CP/M que una empresa de Seattle havia creat per ús amb seu propi maquinari. Microsoft va adaptar el 86-DOS per al maquinari del PC i IBM ho va vendre com «PC-DOS».
Després d'investigar l'acord, el fundador de Digital Research, Gary Kildall, va amenaçar demandar a IBM per infracció de la propietat intel·lectual de DRI, i IBM va acordar oferir CP/M-86 amb el PC per resoldre la qüestió. CP/M-86 va ser llançat pocs mesos després del PC i va ser un dels tres sistemes operatius que un client d'IBM va poder comprar. Però a 240 US$ per còpia, es va vendre poc comparat amb els 40 dòlars del PC-DOS. Kildall més tard acusaria l'IBM de fixar un preu més alt per causar-li perjudicis econòmics, però els comptes de Microsoft, IBM, i altres executius de DRI indiquen que Kildall havia exigit una compensació econòmica substancial pel CP/M-86 mentre que Microsoft havia acceptat una suma fixa. Els clients ràpidament van adoptar la plataforma PC amb PC-DOS com el nou estàndard de la indústria, i les oportunitats de DRI de llicenciar CP/M-86 per a altres clients es van reduir ràpidament.
Per citar Merrill R. Chapman:
| « | Anys més tard Kildall diria que IBM ha decidit sobre la diferència de preus entre els dos sistemes operatius. Hi ha bones raons per qüestionar aquesta declaració. En CP/M East a la tardor de 1983, l'última gran fira dedicada a promoure la idea original de Kildall, un grup de persones de diferents empreses de publicació de programari per a CP/M-86 van acorralar Kildall en el propi showroom per discutir el preu i el futur del SO. En el debat improvisat que va seguir, van implorar repetidament a Kildall per ajustar el preu del CP/M-86, de manera que poguessin competir amb el PC DOS i van advertir que no fer-ho seria matar el producte. Kildall va ser amable, agradable i inflexible, perquè el CP/M-86 "tenia un preu just". "El mercat entén la diferència entre un sistema operatiu de joguina i un producte professional", va proclamar abans de desaparèixer en la multitud. Efectivament, CP/M-86 va estar difunt a finals de 1984. | » |

## Versions
Una versió del CP/M-86 té dos números de versió. Un s'aplica a tot el sistema i normalment es mostra durant l'arrencada, i l'altra s'aplica al nucli BDOS. Les versions conegudes inclouen:
- CP/M-86 per l'IBM Personal Computer Versió 1.0 (BDOS 2.2) - Gener 1982 - Versió inicial per a l'IBM PC.
- CP/M-86 per l'IBM Personal Computer Versió 1.1 (BDOS 2.2) - Març de 1983 - Suport de disc dur s'ha afegit.
- Personal CP/M-86 Versió 1.0 (BDOS 3.1) - Novembre de 1983 - Llançat per al Siemens PG 685. Basat en el nucli multitasca del Concurrent CP/M, podeu executar quatre tasques a la vegada.
- Personal CP/M-86 Versió 3.1 (BDOS 3.3) - Gener 1985 - Versió per a la sèrie F de Apricot Computers (Apricot F1, Apricot F1e, Apricot F10, Apricot F2). Aquest llançament afegeix el suport d'utilitzar disquets amb format MS-DOS.
- Personal CP/M-86 versió 2.0 (BDOS 4.1) - 1986 o posterior - Llançat per al Siemens PC16-20. És el mateix BDOS usat en DOS Plus.
- Personal CP/M-86 versió 2.11 (BDOS 4.1) - 1986 o posterior - Llançat per al Siemens PG 685.

Es creu que les diferents versions del Personal CP/M-86 es van basar en un producte inèdit conegut com a «CP/M-86 Plus»; totes les versions del Personal CP/M-86 contenen aquesta cadena.